# Camion ACMAT

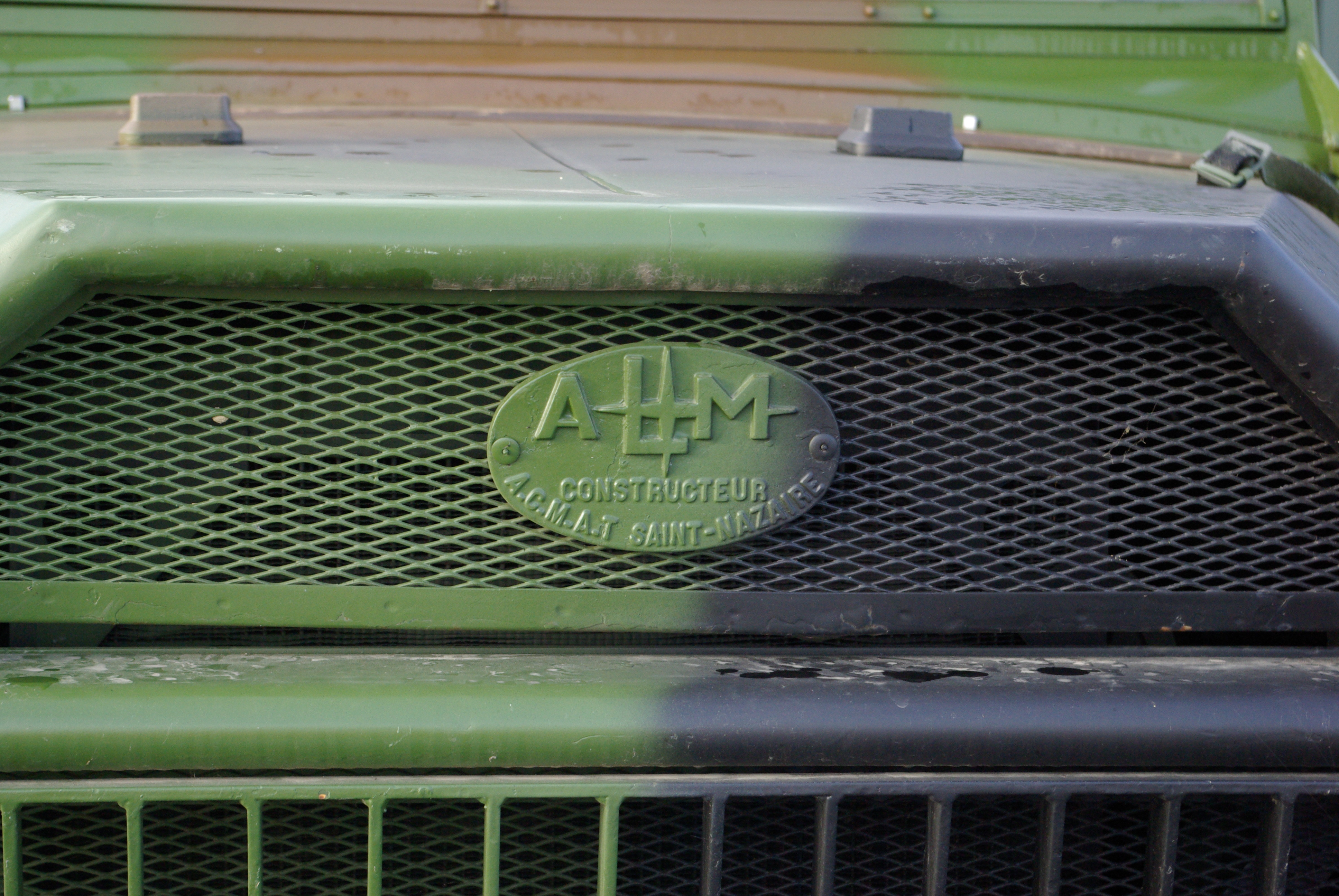
Logo de l'ALM-ACMAT.

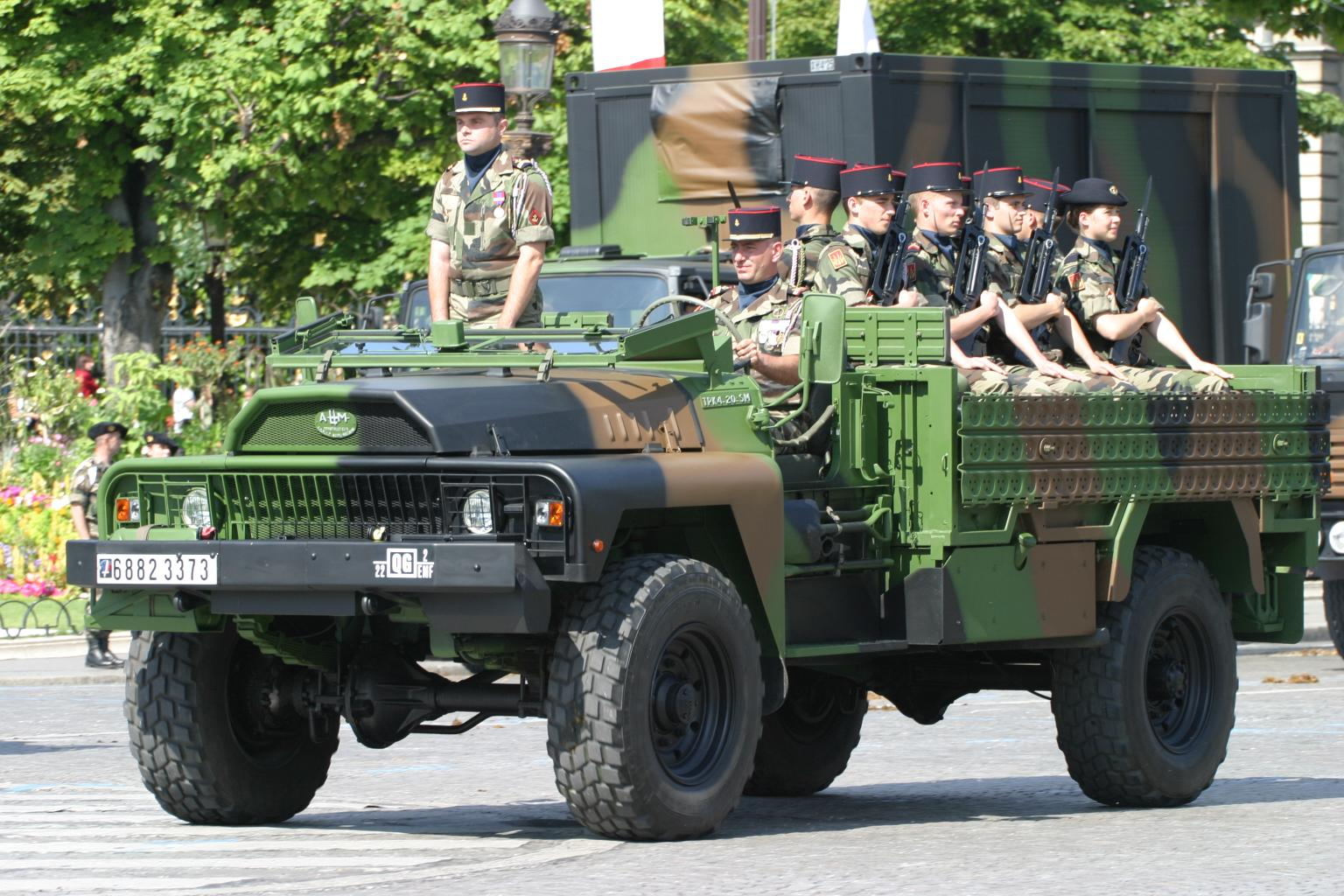
VLRA transport de troupes de l'État-major de force n° 2 en 2004.

Les camions ACMAT sont des camions tout-terrain, robustes et polyvalents. Lancés par ALM (Ateliers Legueu Meaux) au début des années 1960, ils sont fabriqués par les Ateliers de constructions mécaniques de l’Atlantique (ACMAT) à Saint-Nazaire qui est une filiale d’Arquus (anciennement Renault Trucks Defense) depuis mars 2006, et emploie 120 personnes en 2012. ACMAT a été absorbée par Arquus en 2018.

## Caractéristiques
Plus connu dans l'armée française sous le nom de VLRA (véhicule de liaison reconnaissance et d'appui), c'est une gamme de véhicules multifonctions (transport de personnel, de matériels ou véhicule support d’armes) dont il existe plus de 75 versions différentes. Les forces françaises prévoyaient, en date de 2014, leur retrait en 2018 mais au 31 décembre 2017, il en reste 508 en service d'une moyenne d'âge de 24 ans contre 550 au 31 décembre 2016.
L'armée britannique a commandé en 1996 vingt VLRA 4x4 TPK 420 STL2 comme véhicules logistiques pour les patrouilles motorisées du Special Air Service (SAS). Ils ont été utilisés lors d'une opération en Afghanistan en novembre 2001. Les seules photos connues des VLRA en service au SAS ont été publiées dans le magazine Raids d'octobre 2007.
Les VLRA peuvent transporter des shelters (abris en dur sur plateau) de 15 pieds, des systèmes d'armes ou du personnel.
Toutes les versions sont aéroportables par avions de transport militaires (C-130 Hercules ou C-160 Transall). Leur consommation en charge est de 23 litres au 100 km.
Les différentes variantes sont identifiables par le trigramme TPK suivi du numéro du modèle et éventuellement de la version.

## Versions

### Gamme logistique 4×4
- TPK 420 VCT véhicule poste de commandement et de transmission
- TPK 436 SCM véhicule de chargement et de manutention avec plateau multifonction et grue hydraulique à l’arrière de la cabine (capacité 3 000 kg à 6,60 m - rotation 200°)
- TPK 420 SL7 véhicule de dépannage avec pelle hydraulique d’intervention rapide
- TPK 425 SAM ambulance avec fourgon de 3,307 × 2,20 × 1,675 m (transporte 4 blessés)
- TPK 430 F véhicule fourgon : atelier d'entretien, réparation mécanique ou électrique, 1er et 2e échelons, etc. ; véhicule poste de commandement
- TPK 432 SB bus tous chemins transportant 28 personnes (châssis court) ou 34 personnes (châssis long)
- TPK 433 SB bus version poste de commandement ou transport de blessés

### Gamme 6×6
- TPK 635 SL7 véhicule de dépannage
- TPK 640 WRT véhicule Wrecker 5 t - Grue hydraulique 30 t/m
- TPK 641 GBS véhicule benne basculante - Grue de chargement et manutention 7,2 t/m

### Gamme logistique de l'avant tout-terrain 4×4 - 6×6 - 8×8
- WPK 440 SH/STL véhicule de transport logistique 4 t
- WPK 655 SH/STL véhicule porte shelter 15 ft ou porte conteneur
- WPK 665 APL véhicule porte shelter 20 ft
- WPK 875 SH véhicule porte shelter 20 ft - 8 t.

### Véhicule léger de reconnaissance et d'appui
- TPK 415 SM3/FSP véhicule de patrouille
- TPK 420 SM3 VLRA
- TPK 420 STL véhicule multifonction. Plateau plat de longueur 2,90 m, ridelles latérales rabattables et démontables
- TPK PMB véhicule porte mortier, tir à bord
- TPK 425 STL/SH véhicule multifonction
- TPK 436 STL/SH véhicule mutifonction

### Gamme véhicules transport de personnels et/ou de matériels
- TPK 640 SM3 véhicule transport de personnels ou de matériels
- TPK 640 CTL véhicule multifonction transport de troupes 18 personnes. Possibilité de montage d’armes, support de calibre 12,7 mm, Milan, etc.
- TPK 641 VPC véhicule double cabine 6 places. Plate forme AR spéciale support de canon bitube de calibre 20 mm. Tir à bord du véhicule
- TPK 650 SH/STL véhicule porte shelter

### Véhicule tracteur de semi-remorque et semi-remorque ACMAT tout terrain 6×6
- TPK 635 TSR véhicule tracteur semi-remorque
- TPK 635 TSR 3 EC véhicule tracteur avec cabine approfondie
- SR 490 semi-remorque
- TCM 420 BL6 véhicule blindé de liaison de reconnaissance et de commandement

## Galerie

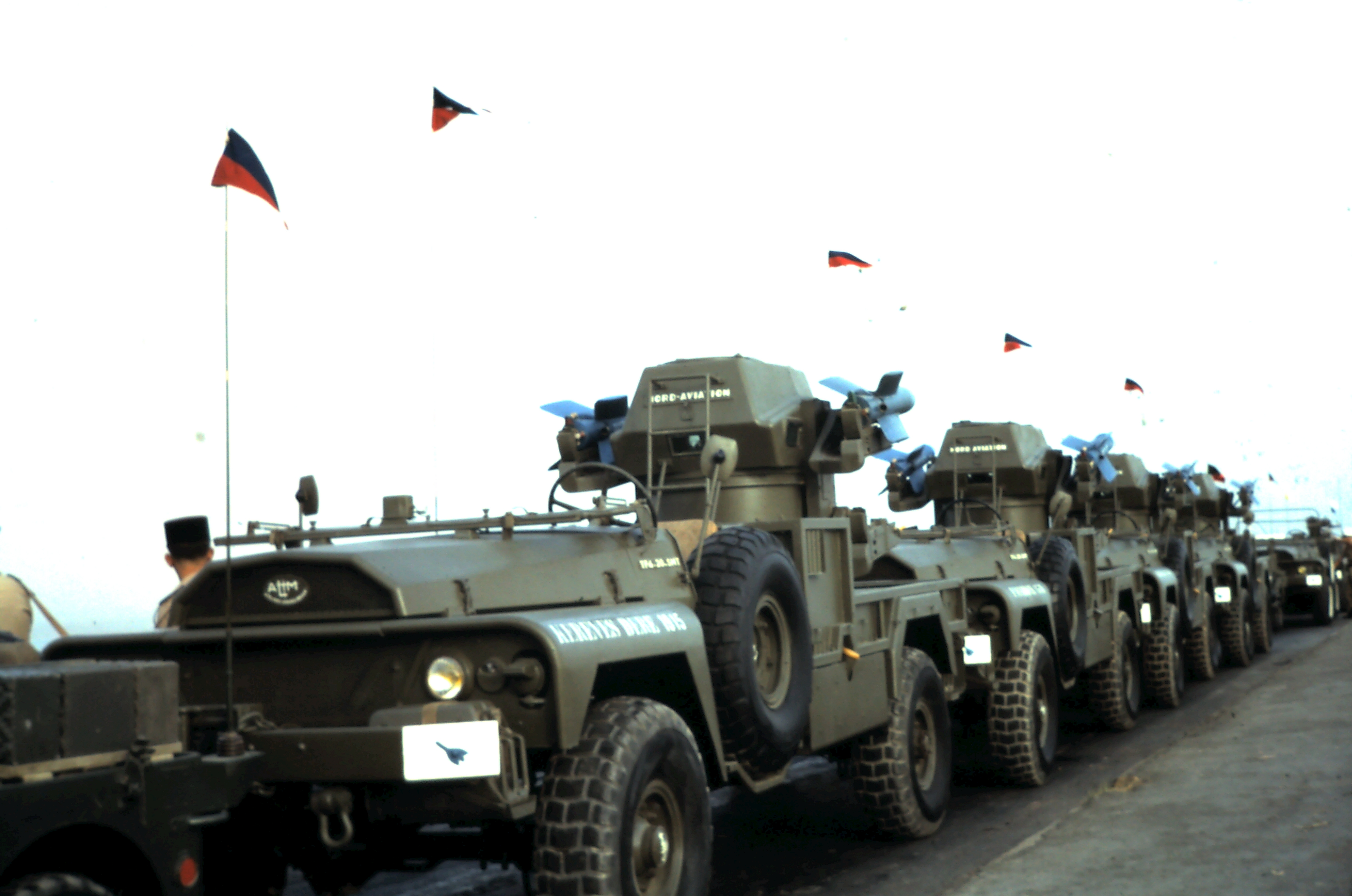
Cinq VLRA lance missiles SS 11 furent mis en service au début des années 1970 dans le territoire français des Afars et des Issas.
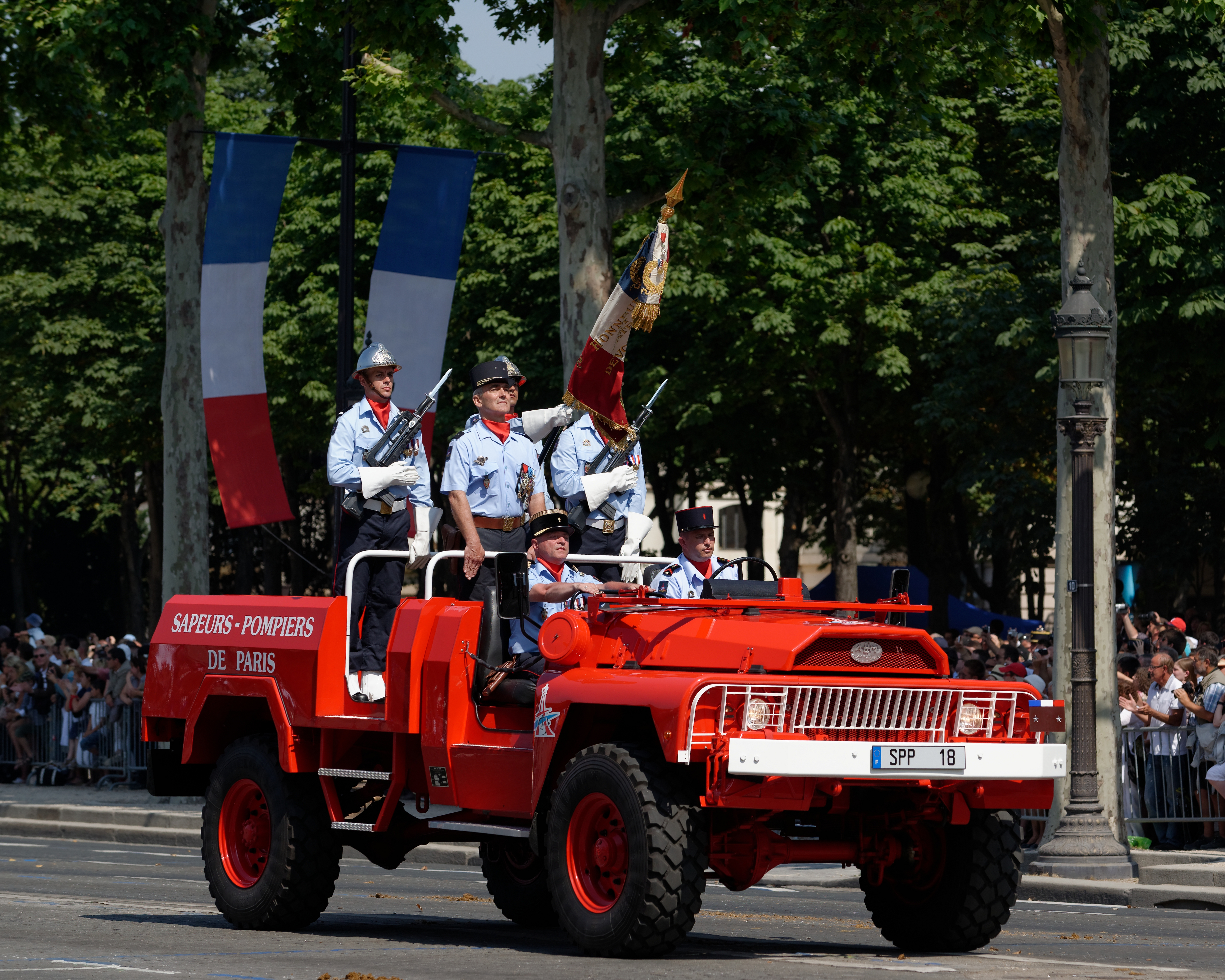
VLRA utilisé comme véhicule porte-drapeau par les pompiers de Paris.
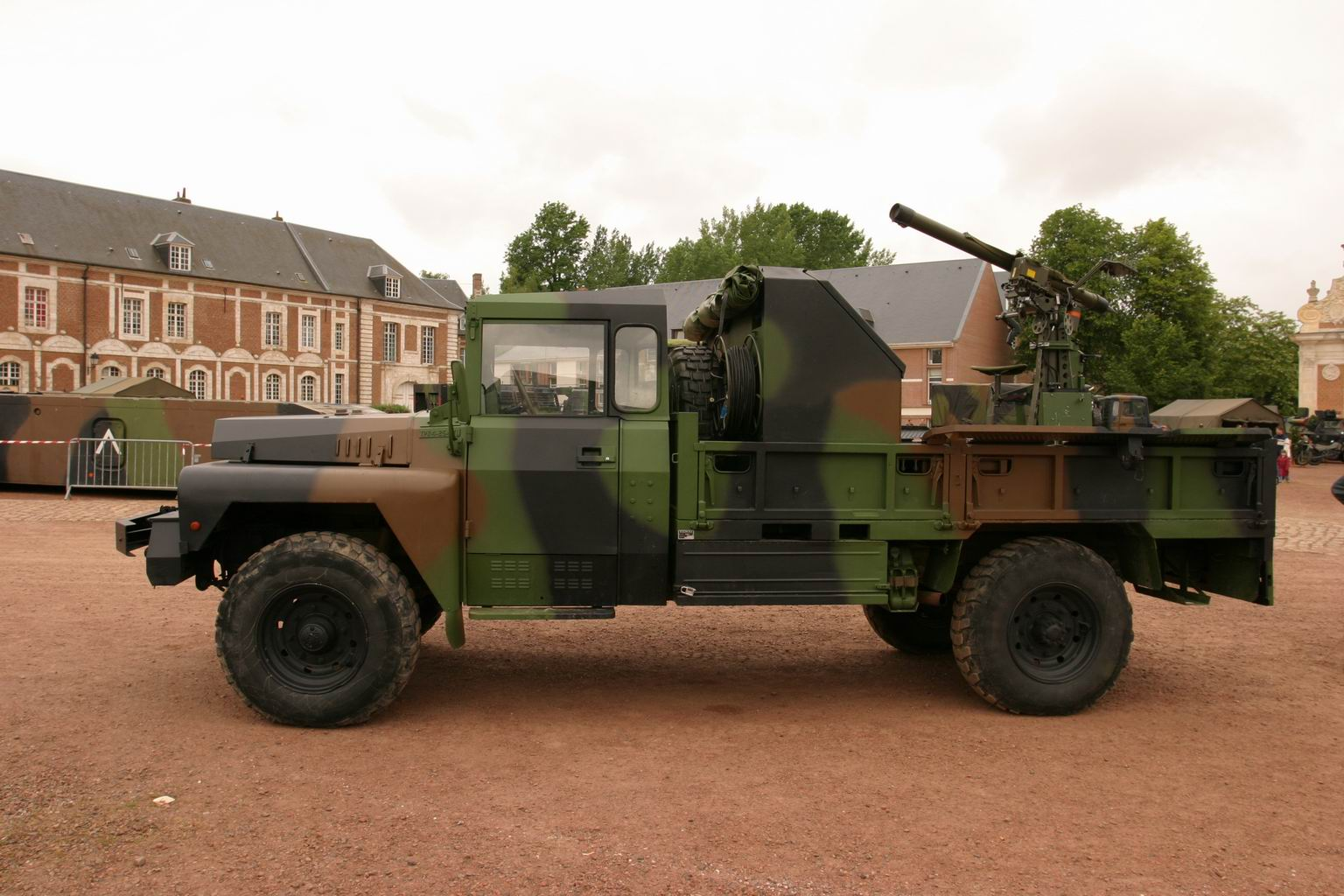
VLRA TPK 425 Pamela pour poste de tir missile sol-air Mistral.
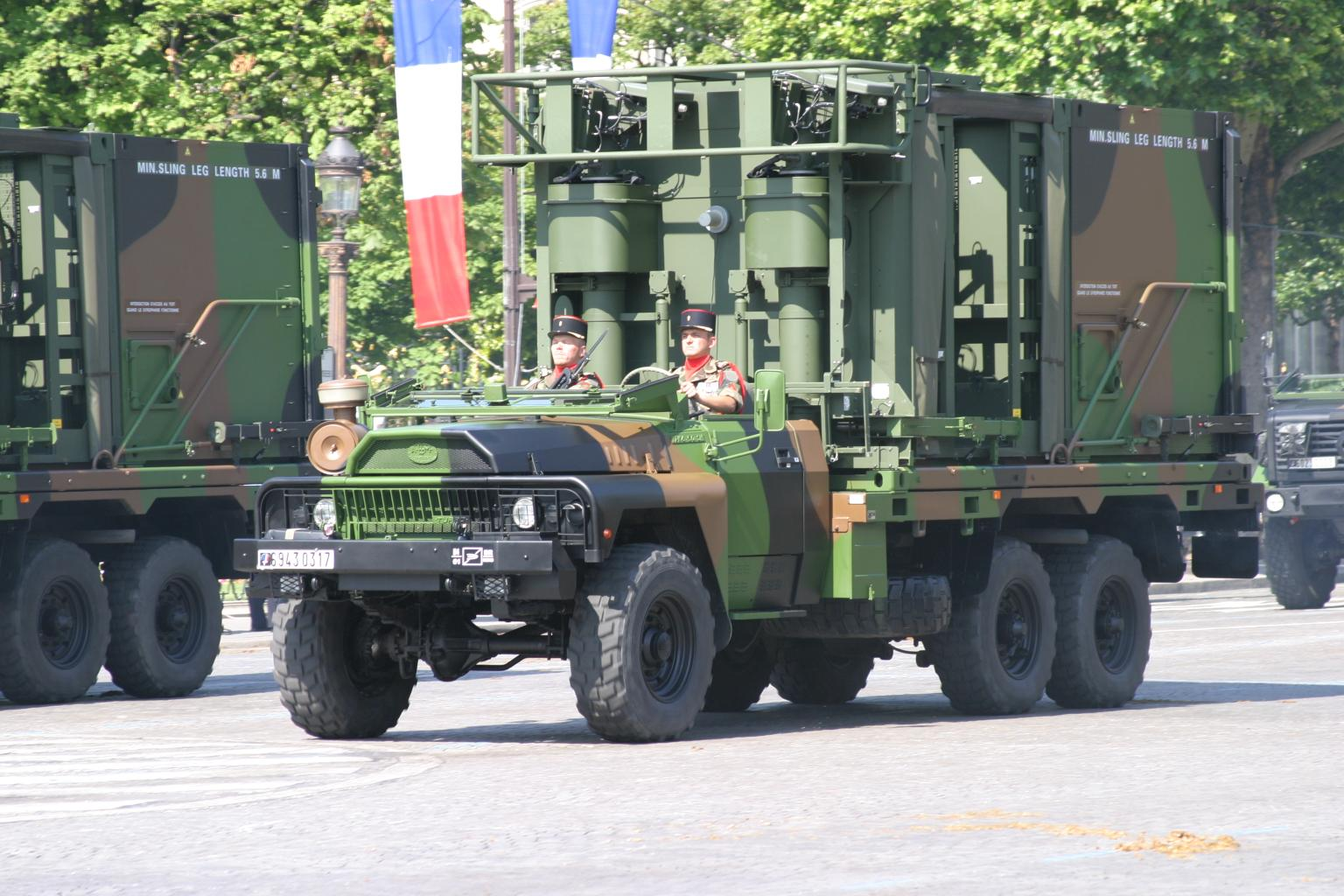
TPK 650 porte conteneur.
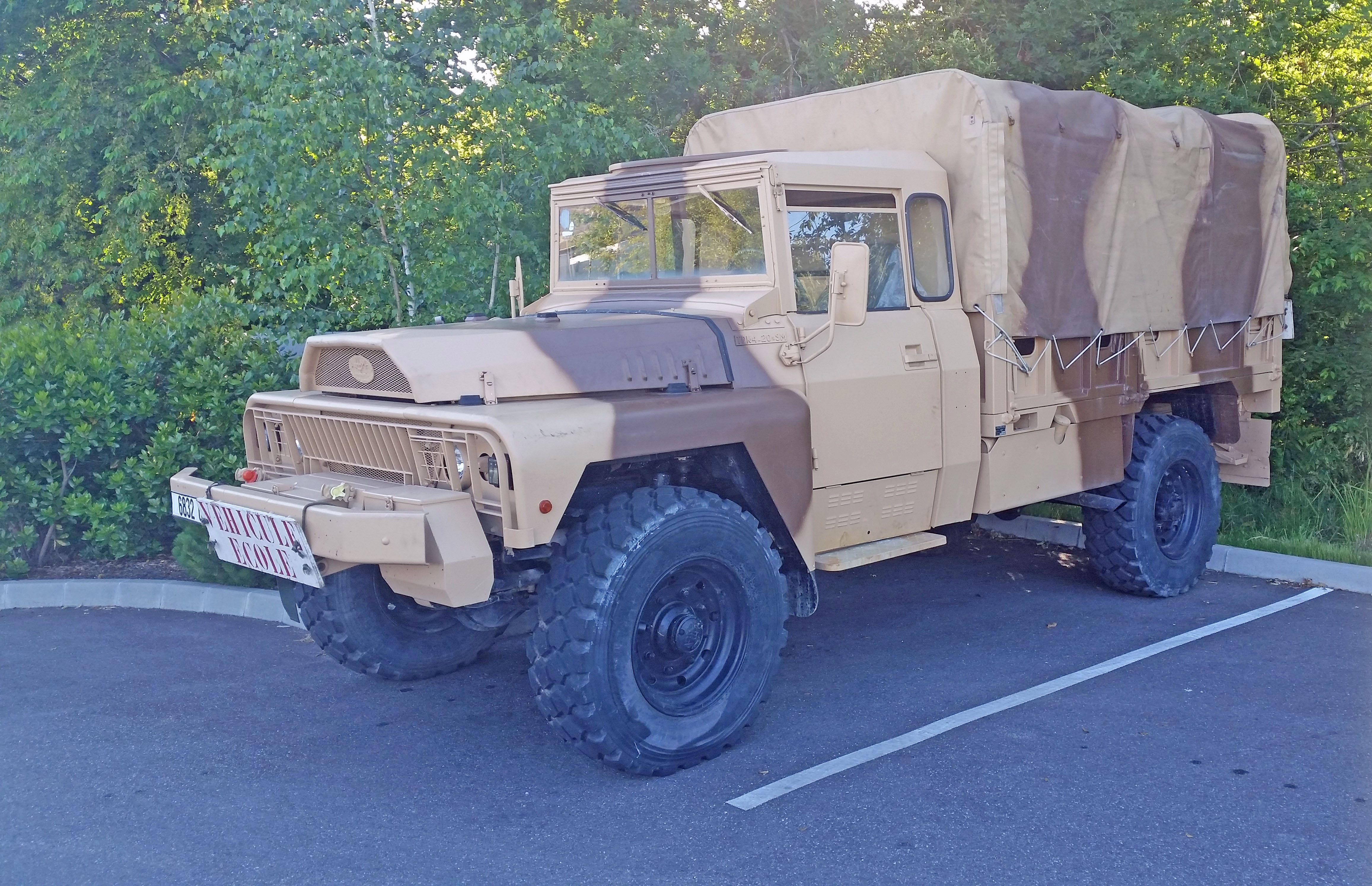
Camion militaire ACMAT.
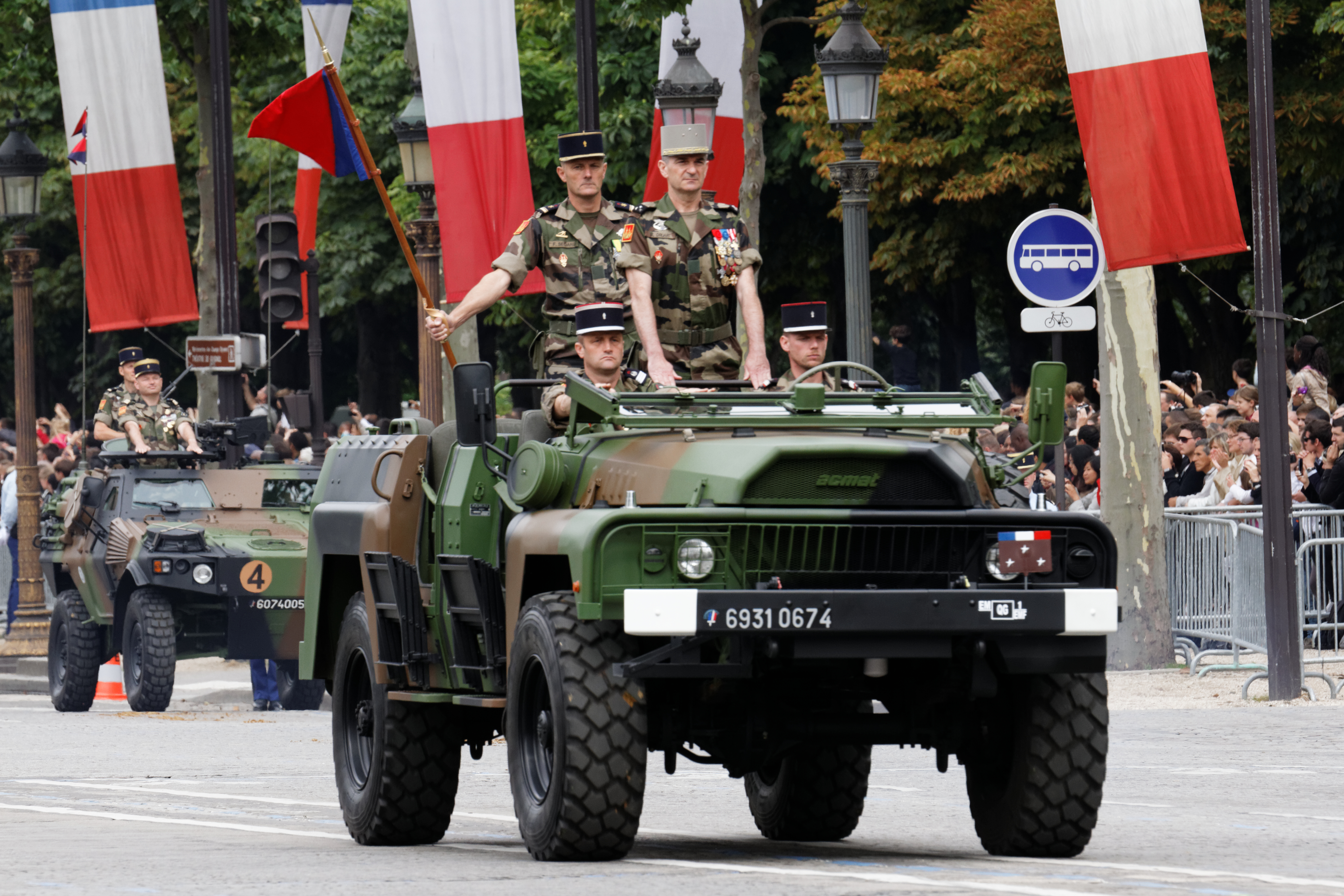
VLRA de l'État-major de force n° 1 au défilé du 14 juillet 2014 sur les Champs-Élysées à Paris.
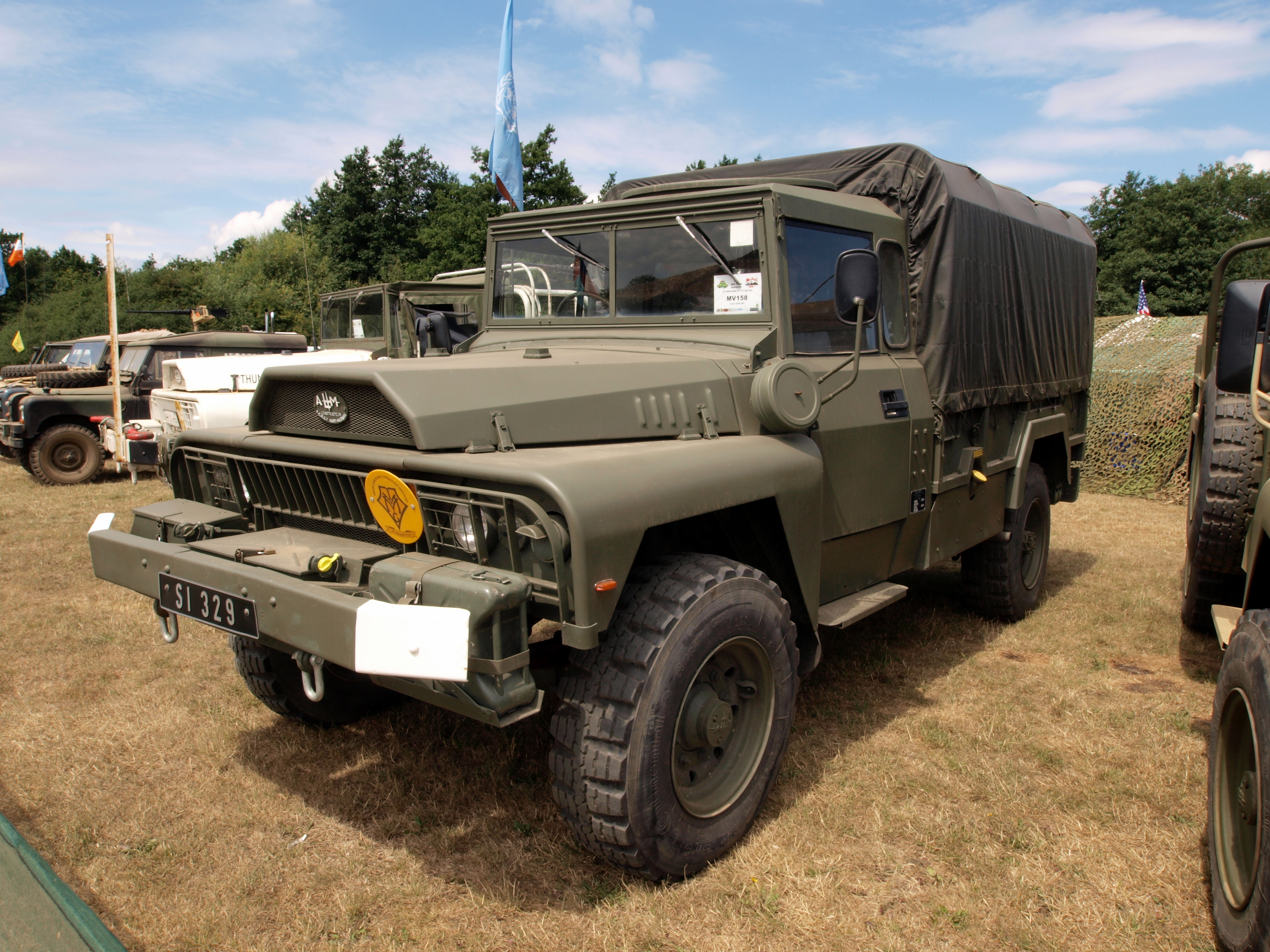
ACMAT VLRA au War & Peace show 2010.
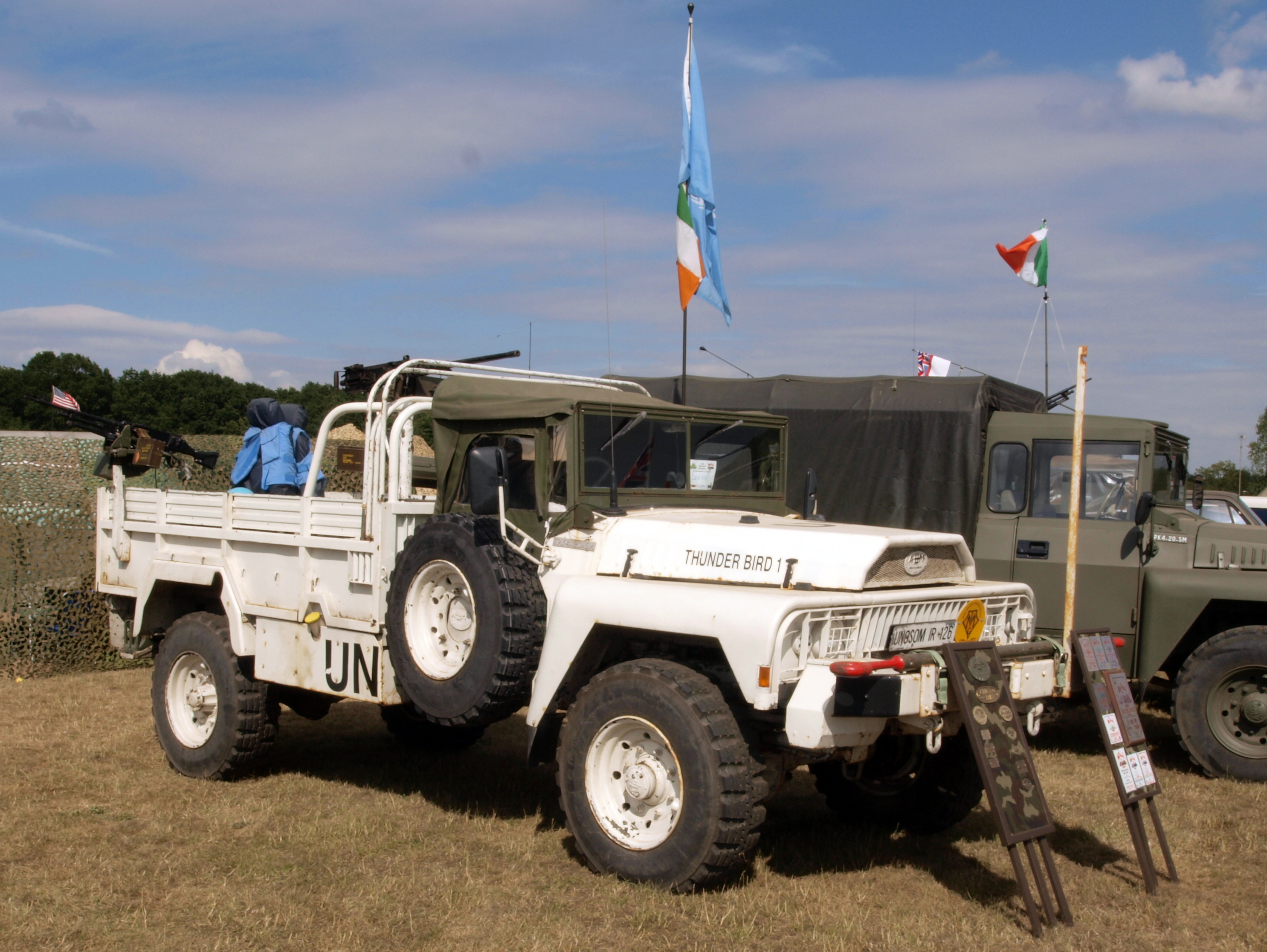
ACMAT VLRA au War & Peace show 2010.
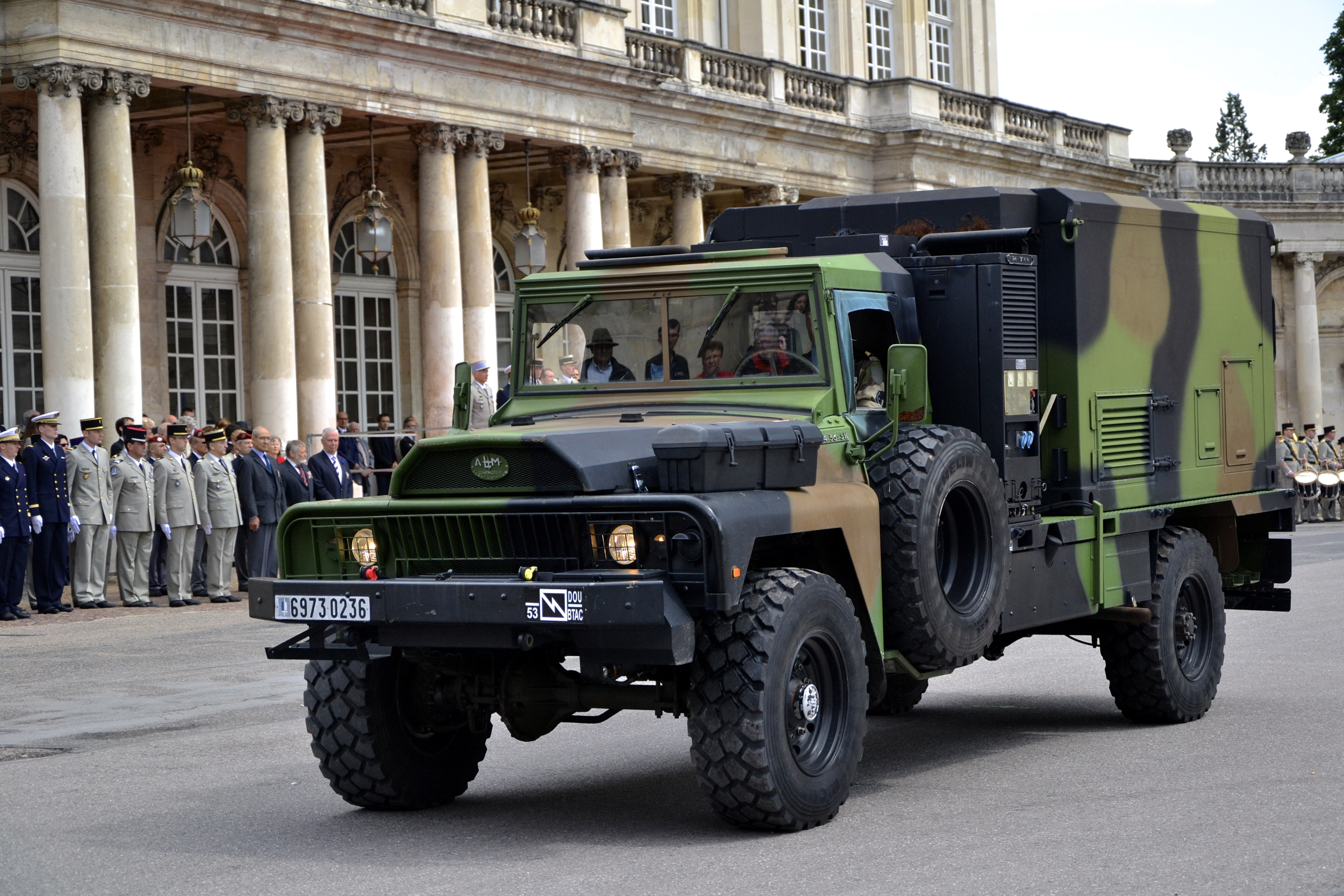
ACMAT TPK 436 SH.
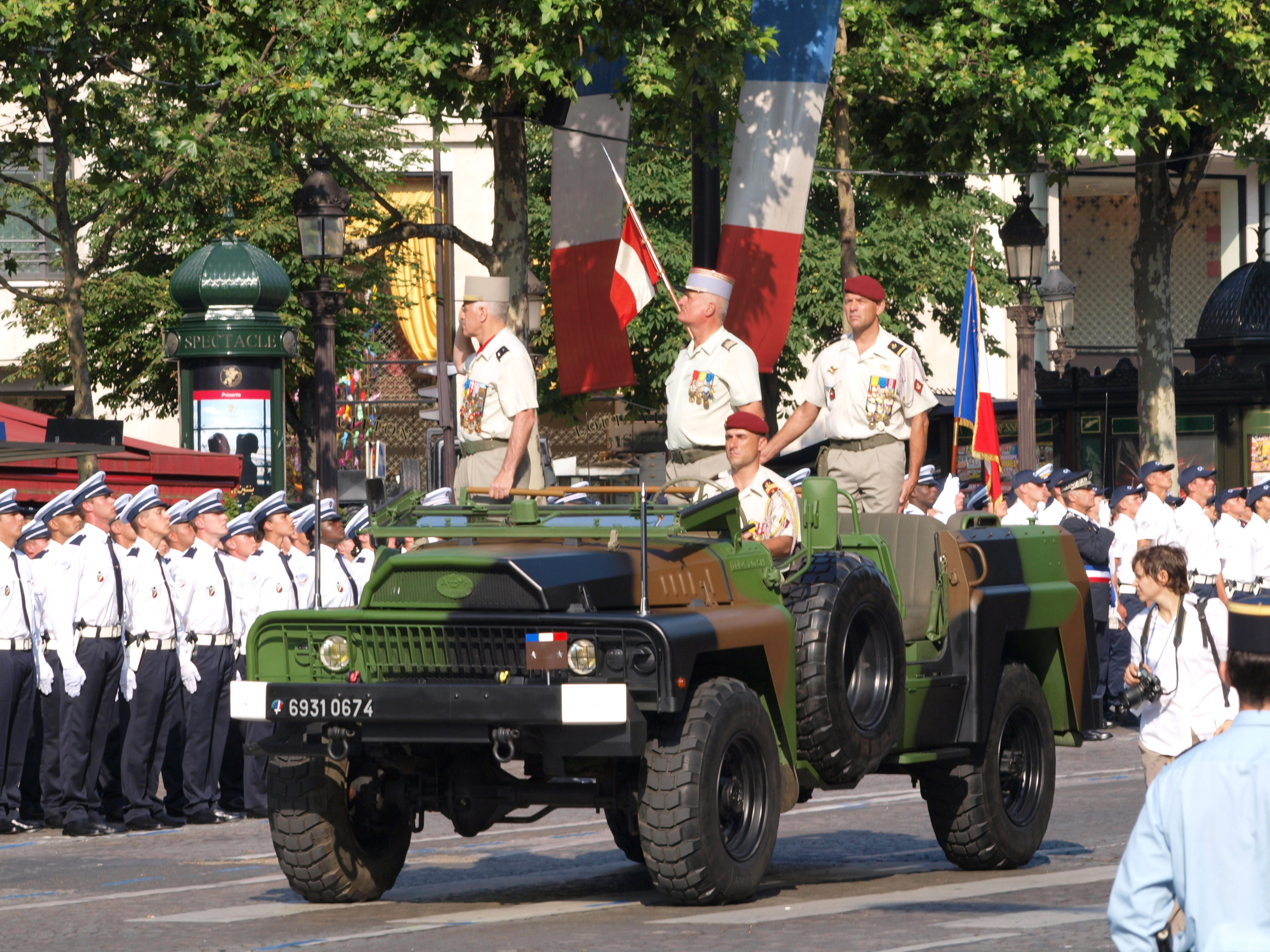
ACMAT VLRA en voiture d'état-major le 14 juillet 2010.
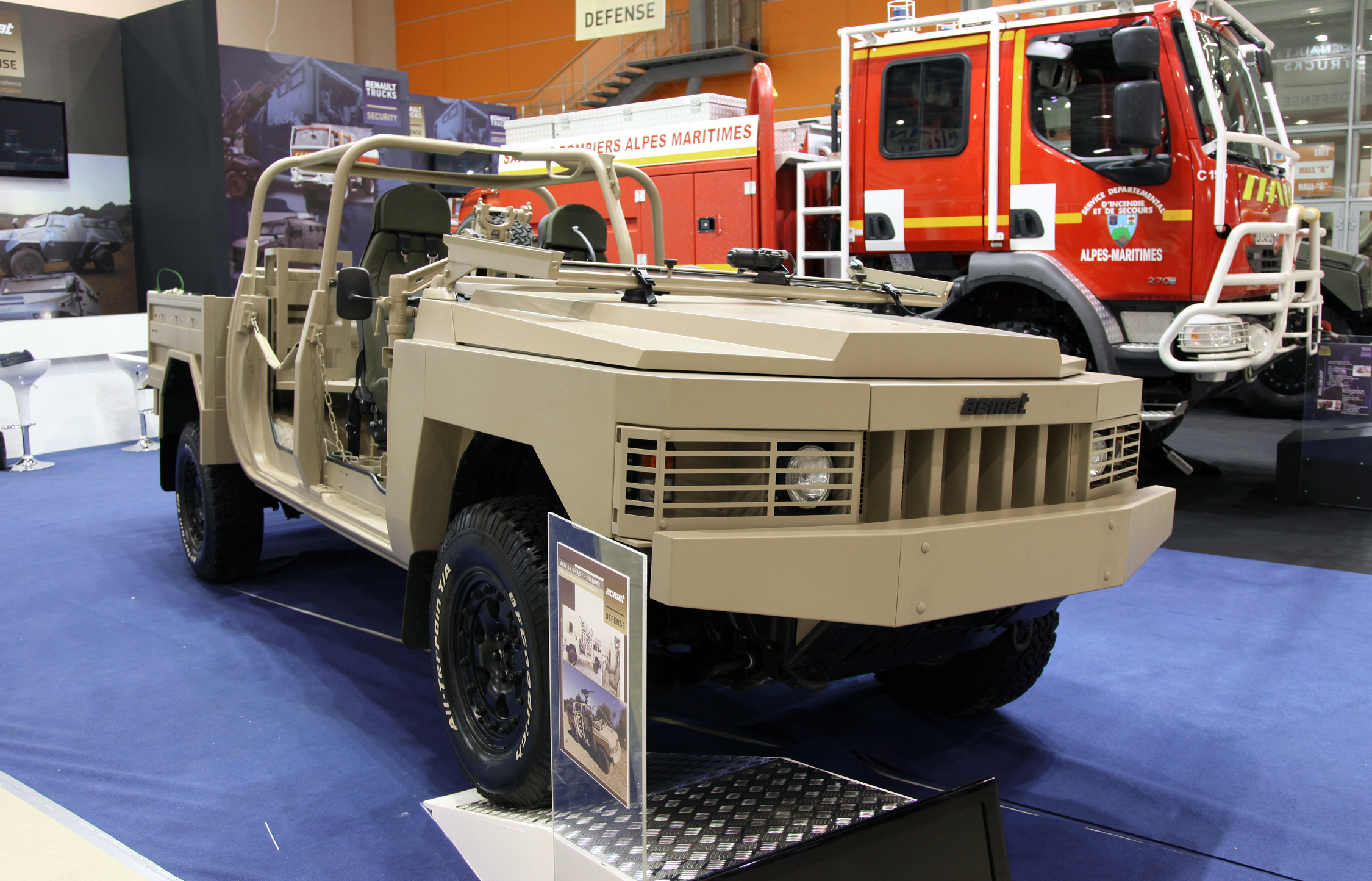
ACMAT ALTV (ACMAT Light Tactical Vehicle).
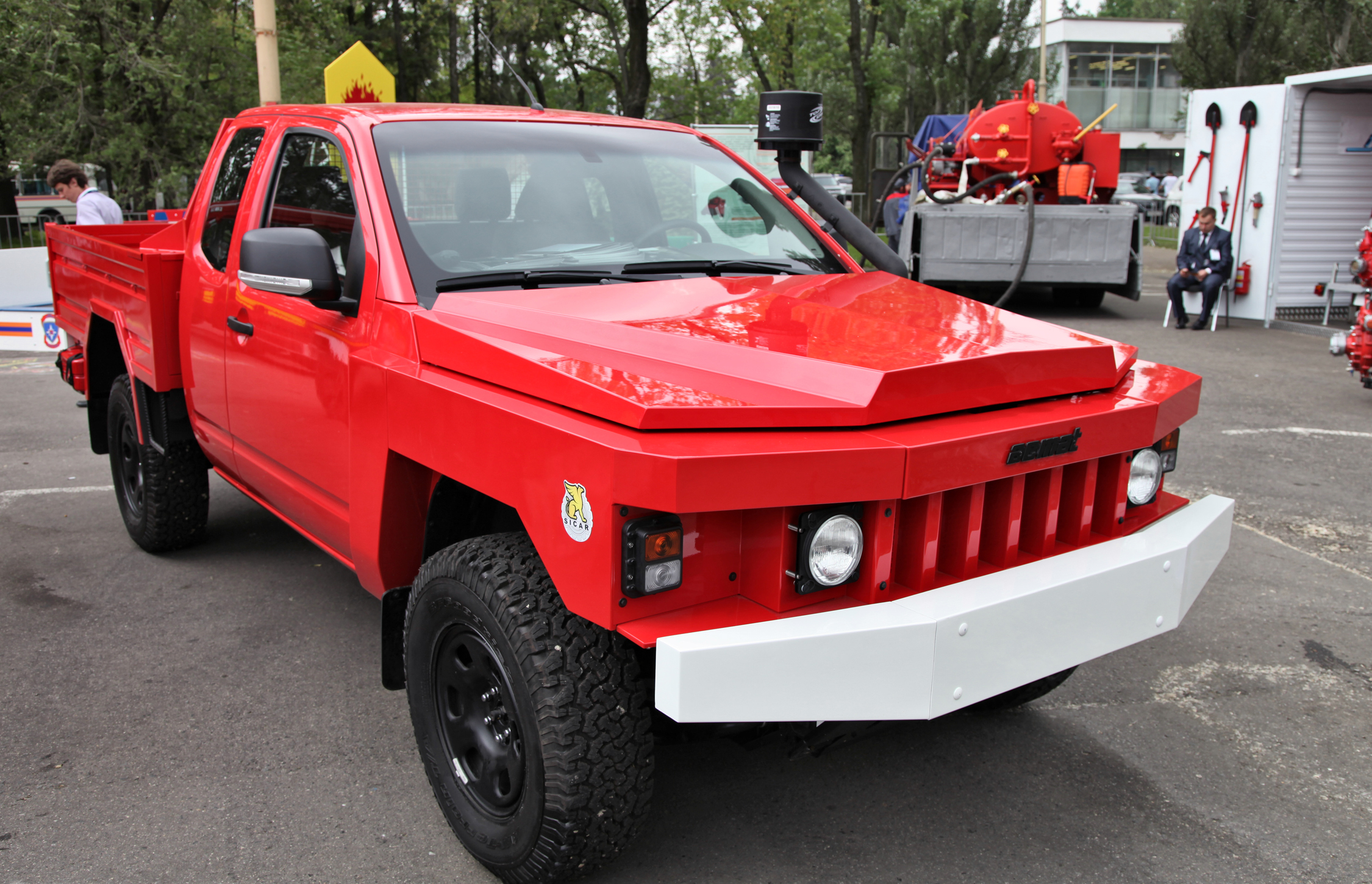
ACMAT SC.
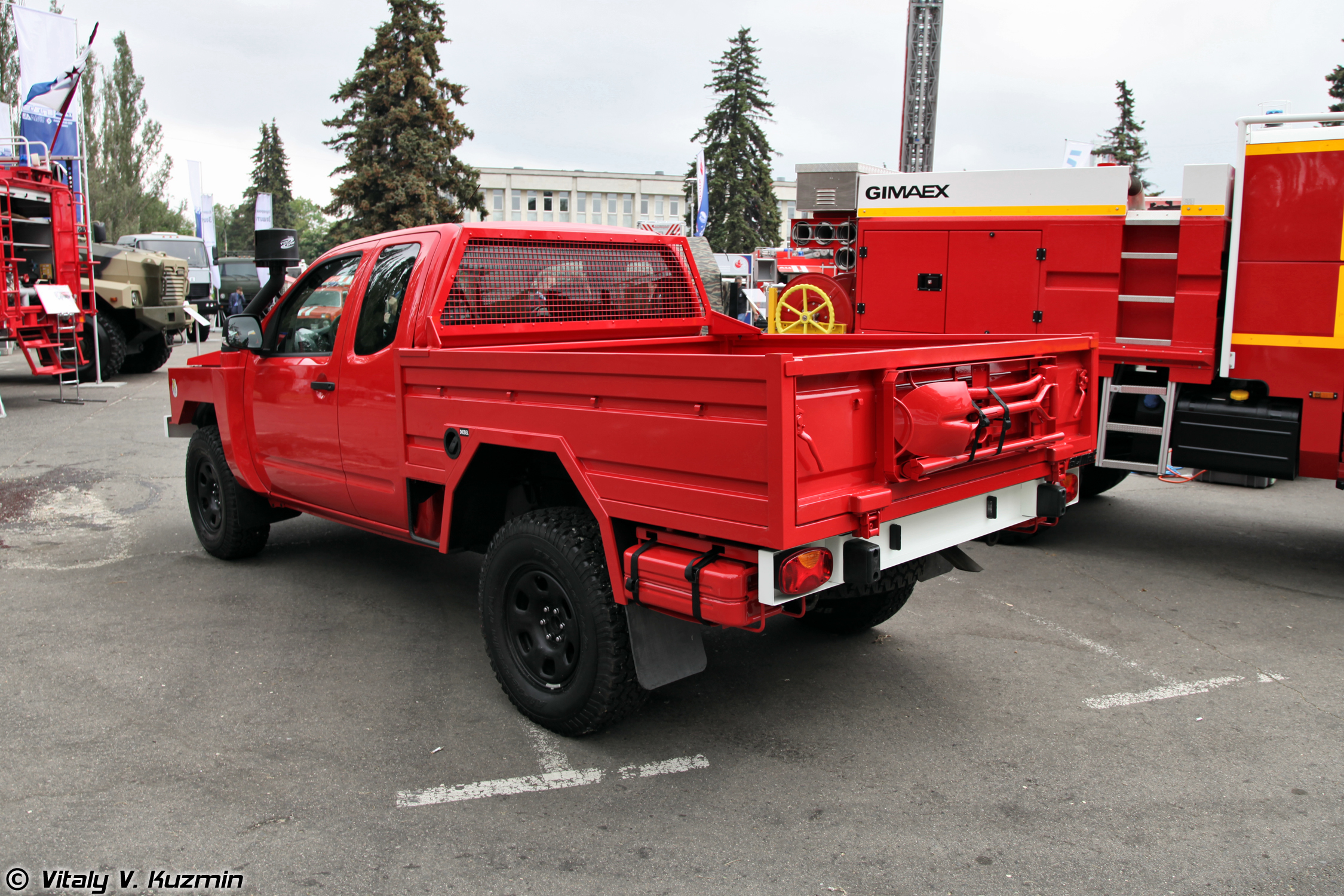
ACMAT SC.
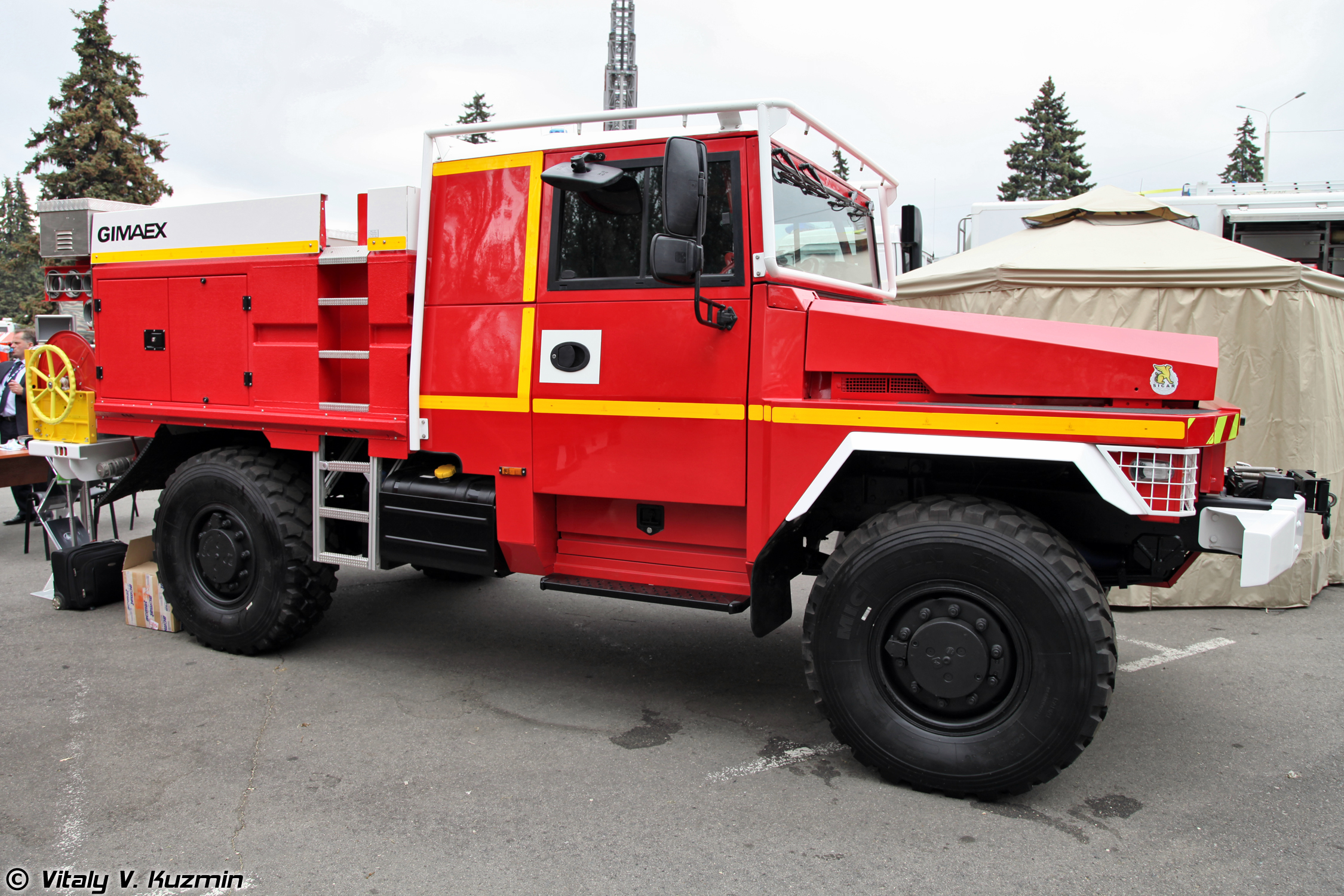
ACMAT TDE 4.36 CCF-L.
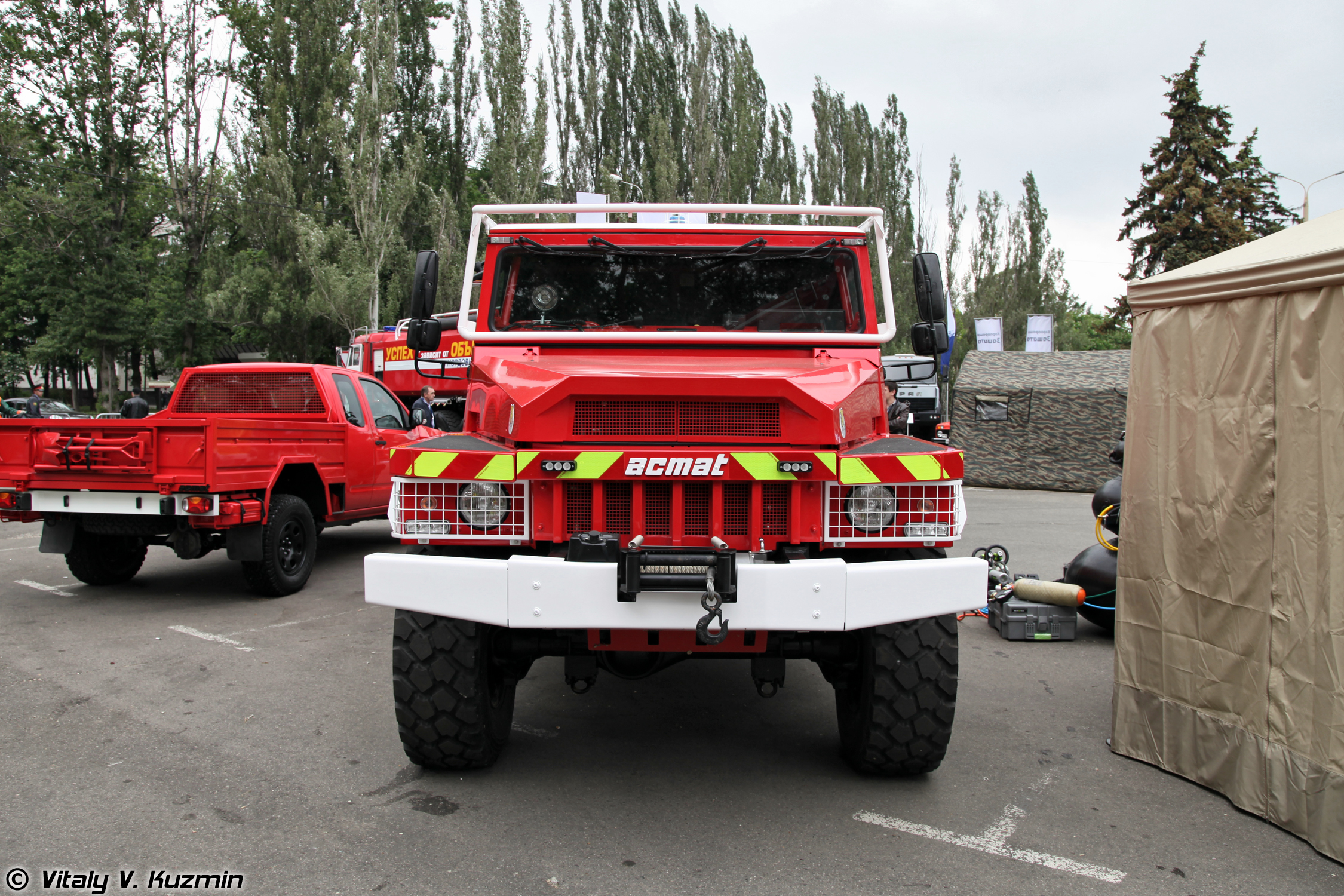
ACMAT TDE 4.36 CCF-L.
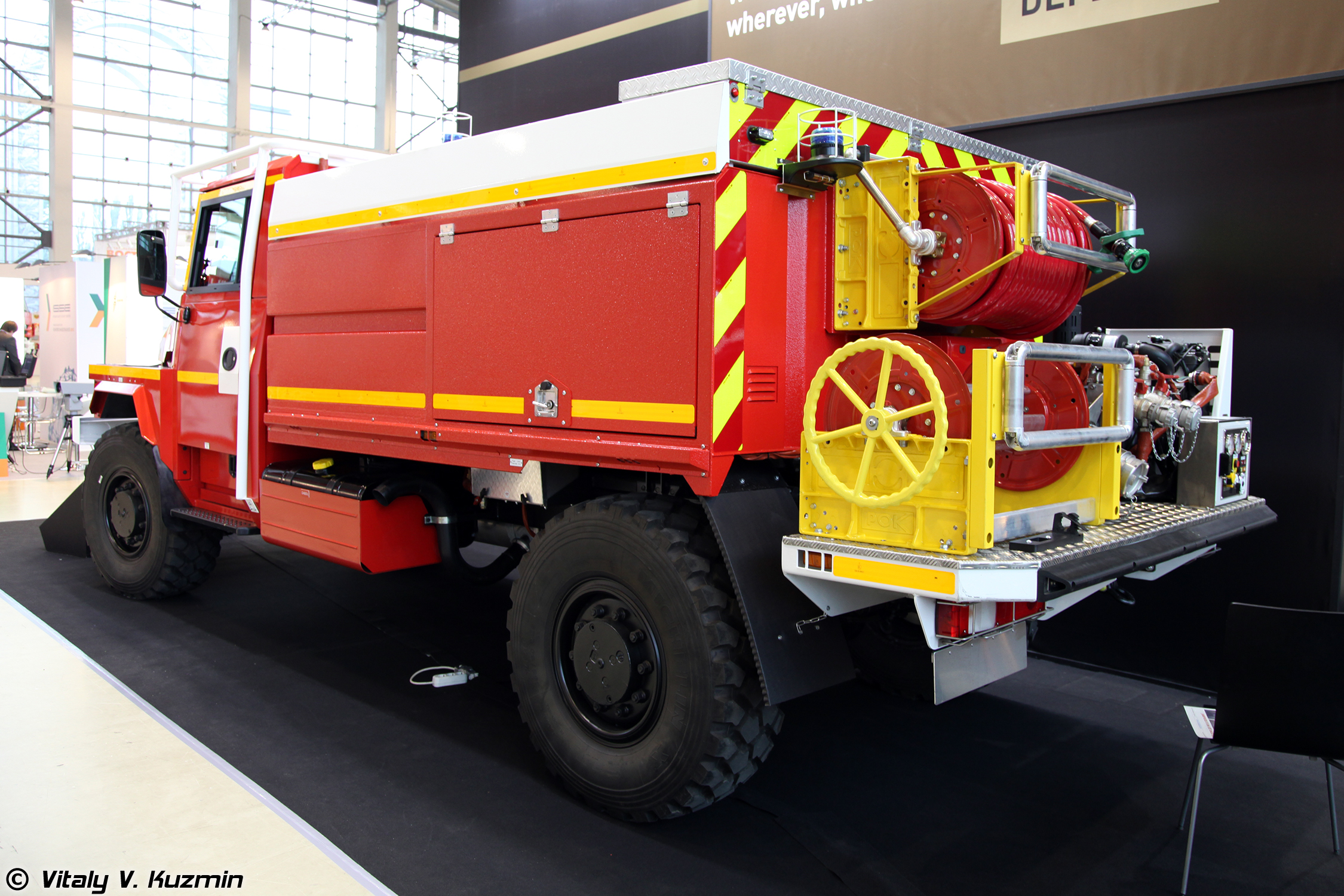
ACMAT 4.43 CCF.
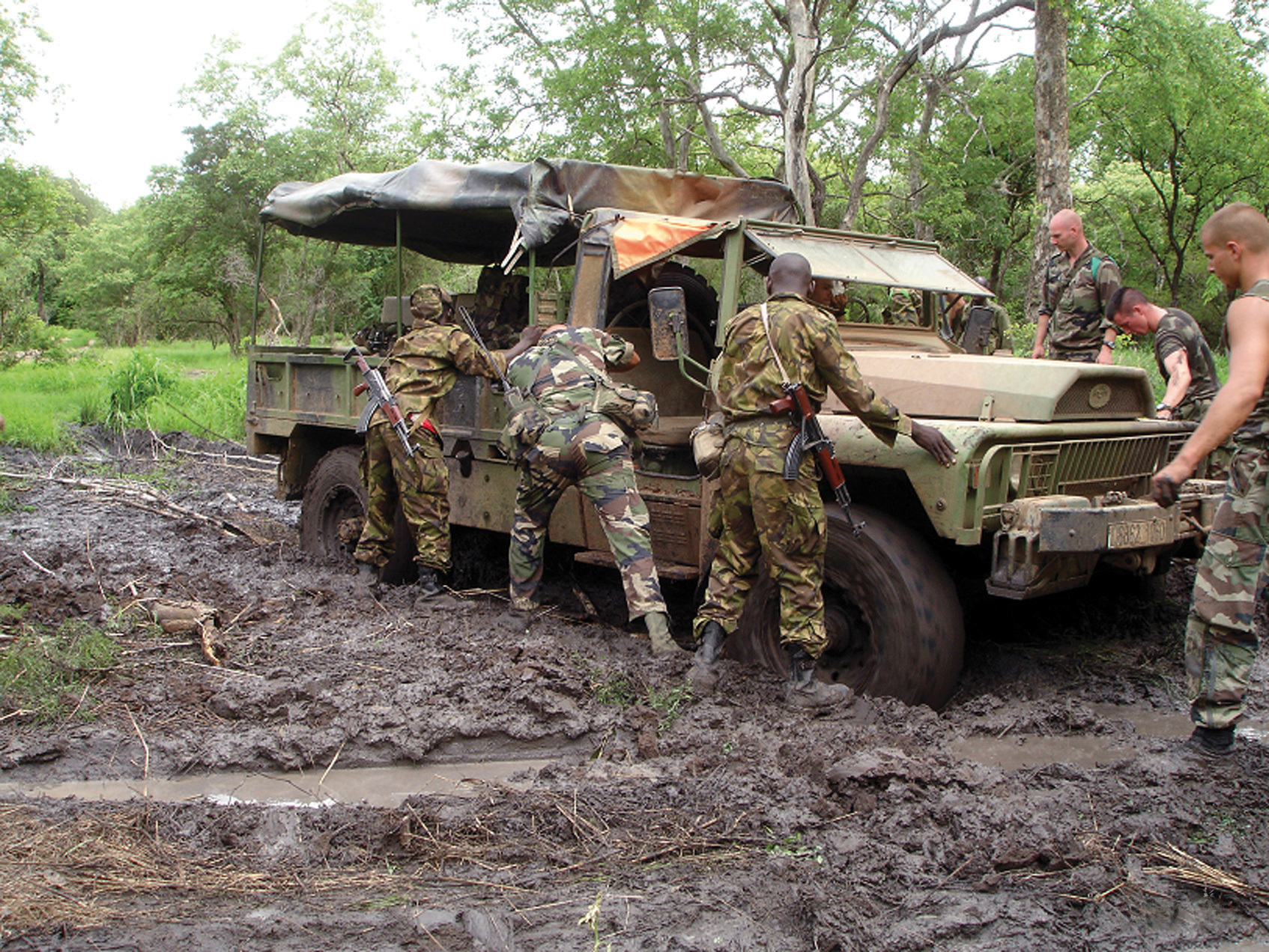
Un ACMAT en service avec l'armée nationale tchadienne.